# Blaue Nächte
Blaue Nächte (Originaltitel: Mardi Gras) ist eine US-amerikanische Musical-Komödie aus dem Jahr 1958 von Edmund Goulding. Der Komponist Lionel Newman wurde für diesen Film für einen Oscar in der Kategorie Beste Filmmusik nominiert.

## Handlung
Paul Newell ist Kadett am Virginia Military Institute, wo er ein glückliches Leben führt. Paul ist ein ernsthafter, fleißiger junger Mann, der wie sein Vater und sein Großvater ein guter Soldat werden will. Als das Musikensemble der Akademie eingeladen wird, am Mardi-Gras-Parade in New Orleans teilzunehmen, können Paul und seine Mitschüler ihr Glück kaum fassen, zumal auch der berühmte französische Filmstar Michelle Marton einen Gastauftritt hat. Einer der Schüler, Tony, fasst den Plan, eine Lotterie mit Losen zu je einem Dollar zu veranstalten. Derjenige, der das Los zieht, soll den Filmstar treffen und ihn zum Promotionsball einladen, auf dem jeder der Jungen einmal mit ihr tanzen darf. Die Kosten werden durch den Erlös der Lotterie gedeckt. Aus 899 Mitkadetten wird Paul ausgewählt, um sie zum Ball einzuladen.
Michelle wird von ihrem PR-Agenten Al Curtis und seiner Assistentin Eadie West nach New Orleans begleitet. Sie ist von ihrem vollen Terminkalender mehr als genervt und verlangt einen freien Tag an Mardi-Gras. Obwohl man ihr davon abrät, entzieht sie sich ihren Verpflichtungen, woraufhin Eadie beschließt, sich als französischer Filmstar zu verkleiden und an ihrer Stelle bei der Parade aufzutreten. Maskiert bahnt sich Michelle mühelos ihren Weg durch die Menge und trifft auf Paul. Zu Michelles Freude hat Paul keine Ahnung, wer sie ist, und sie stellt sich als Eadie vor. Paul und Michelle verbringen einen romantischen Tag und werden von Paparazzi fotografiert. Währenddessen setzt Eadie alles daran, Michelle zu finden und lernt dabei Tony kennen und lieben. Kadettenkollege Barry erobert das Herz der Stripperin Torchy Larue, und Dick wirft ein Auge auf Sylvia.
Bald findet Paul heraus, wer Michelle wirklich ist. Er fühlt sich hintergangen und entschuldigt sich. Am nächsten Morgen kehrt Michelle ohne Kontaktbörse nach Hollywood zurück, wo ihre Fotos mit Paul nun in den Medien verbreitet werden. Das Studio, bei dem sie unter Vertrag steht, beschließt, die Aufmerksamkeit der Presse zu nutzen und verkündet die Verlobung der beiden. Paul fühlt sich noch eine Weile von Michelle betrogen, aber sie besucht ihn persönlich in Virginia und bittet ihn um Verzeihung. 

## Produktion
Jerry Wald kündigte den Film im Oktober 1957 an. Er trug den Titel Romantic Comedy und basierte auf einer Originalgeschichte von Curtis Harrington, der für Wald arbeitete. Der Film handelte von den Abenteuern von vier Studenten des Virginia Military Institute beim Mardi Gras, aber Wald konnte den Titel nicht verwenden, da er bei Universal registriert war und die Erlaubnis der Stadt New Orleans benötigte. Wald sagte, dass die Stars Robert Wagner, Jeffrey Hunter und Tony Randall sein würden, und er hoffte, dass Mitzi Gaynor die Hauptrolle spielen würde. Wagner und Hunter übernahmen zwar schlussendlich nicht die Hauptrollen, spielen sich aber in kurzen Cameo-Auftritten selbst.
Im folgenden Monat lagen diese Genehmigungen vor, und Wald hatte auch eine Zusammenarbeit mit der Stadt New Orleans und dem Virginia Military Institute vereinbart. Winston Miller wurde beauftragt, ein Drehbuch zu schreiben und hatte bereits die Hälfte der Arbeit erledigt. Er wurde für weitere Recherchen an das VMI geschickt.
Wald ließ die zweite Einheit am Virginia Military Institute drehen, noch bevor ein Regisseur gefunden war. Ursprünglich wollte er Gene Kelly, aber der war zu teuer. Schließlich entschied er sich für Edmund Goulding, dessen Karriere am Ende war und der deshalb billig war, weil Wald seine Filme bewundert hatte, als er jünger war.
Das Drehbuch wurde im November 1957 fertiggestellt und die Dreharbeiten begannen am 15. Juli 1958 in New Orleans. Der Film wurde in CinemaScope und Deluxe Color gedreht und war der letzte Film von Regisseur Goulding.

## Besetzung
Im Dezember 1957 gab Wald bekannt, dass Barry Coe von Peyton Place die Hauptrolle spielen würde.
Die Besetzung von Pat Boone wurde im Februar 1958 bekannt gegeben. Shirley Jones, die mit Boone in Junges Glück im April gespielt hatte, sollte die weibliche Hauptrolle übernehmen, musste aber wegen ihrer Schwangerschaft absagen. Stattdessen engagierte das Studio die französische Schauspielerin Christine Carère, die gerade A Certain Smile für Fox gedreht hatte.
Es war Sheree Norths letzter Film mit 20th Century Fox, die sie 1954 als Ersatz für Marilyn Monroe unter Vertrag genommen hatten. Fox schien ab 1956 das Interesse an ihr verloren zu haben, als sie Jayne Mansfield für sechs Jahre unter Vertrag nahmen.
Die deutsche Synchronisation des Films übernahm die Elite-Film Franz Schröder GmbH in Berlin.
| Rolle                 | Darsteller    | Sprecher              |
| --------------------- | ------------- | --------------------- |
| Pat Newell            | Pat Boone     | Eckart Dux            |
| Barry Denton          | Tommy Sands   | Ernst Jacobi          |
| Eadie West            | Sheree North  | Inge Landgut          |
| Tony Runkle (Collins) | Gary Crosby   | Günter Pfitzmann      |
| Hal Curtis            | Fred Clark    | Siegfried Schürenberg |
| Dick Saglon           | Dick Sargent  | Jochen Schröder       |
| Com. Tydings          | Robert Burton | Paul Wagner           |
| Kadett                | Brian Avery   | Hans Hessling         |
| Lt. Col. Vaupell      | King Calder   | Toni Herbert          |

## Kritiken und Kinoerfolg
Im Filmdienst wird der Film als „langatmige Musical-Mischung mit braven Seitenhieben auf Star- und Reklamerummel“ eingeschätzt. In Cinema wird er als „harmloses kleines Musical“ bezeichnet.
Der Film erhielt aber auch wohlwollende Kritiken, so nannte die Los Angeles Times den Film eine „spritzige, fröhliche Unterhaltung“.
Der Film startete in den USA auf Platz 4 der Kinocharts und kletterte in der darauffolgenden Woche auf Platz 1, wo er sich zwei Wochen lang hielt und von Variety zum Dezember-Kassenschlager gekürt wurde.
Laut Kinematograph Weekly schnitt der Film 1959 an den britischen Kinokassen „überdurchschnittlich“ ab.
Diabolique schrieb später: „Der Film ist intelligent genug, wird aber durch seine Besetzung behindert. Boone ist gut, aber Carrere sieht die meiste Zeit aus wie ein betäubtes Vokuhila. Boone küsst sie übrigens auf die Wange, aber immer noch ohne Mund!“.

## Auszeichnungen und Nominierungen
| Auszeichnung  | Jahr | Kategorie                         | Empfänger     | Resultat  |
| ------------- | ---- | --------------------------------- | ------------- | --------- |
| Laurel Awards | 1959 | Top männliche Musical-Darstellung | Pat Boone     | Gewonnen  |
| Laurel Awards | 1959 | Bestes Musical                    | Blaue Nächte  | Nominiert |
| Oscars        | 1959 | beste Filmmusik                   | Lionel Newman | Nominiert |